# レクシズム
レクシズム (フランス語: Rexisme) は、1930年にベルギーのワロン地方の出版社の経営者レオン・ドグレル (fr:Léon Degrelle) が始めたファシズム運動。政党としては1935年に正式に発足した。因みにRexはラテン語で「国王」という意味だが、これはザクセン＝コーブルク＝ゴータ家ではなく、イエス・キリストを言い表している。

## 概要
レクシズムはカトリック教会の教えに基づいたコーポラティズムを採用し、民主主義を否定した。ベルギー当局はドグレルを危険人物と認定し逮捕した。1940年にナチス・ドイツがベルギーを侵攻すると、レクシズムはドイツから資金援助を受け、事実上ナチズムに呑み込まれた。ベルギー侵攻の際にドグレルはドイツによって救出され、再びレクシズムの首班となった。第28SS義勇擲弾兵師団が結成されたのもこの頃である。
ドイツが戦争に敗れると、レオン・ドグレルはフランコ政権下のスペインに亡命した。連合国は身柄の引き渡しを要求したが、フランコ政権はそれを拒否、ドグレルは1994年まで生き延びた。